# Ghiacciaio Wager
Il ghiacciaio Wager è un piccolo ghiacciaio ricco di crepacci, situato sull'isola Alessandro I, al largo della costa della Terra di Palmer, in Antartide. Il ghiacciaio si trova sulla costa nord-orientale dell'isola, dove fluisce verso est, passando all'interno di una stretta valle subito a nord del ghiacciaio Sedgwick, fino ad andare ad alimentare la piattaforma glaciale Giorgio VI, sita sull'omonimo canale.

## Storia
Il ghiacciaio Wager è stato mappato grazie a fotografie aeree scattate durante una ricognizione aerea effettuata nel 1948 da parte del British Antarctic Survey (al tempo ancora chiamato "Falkland Islands Dependencies Survey", FIDS). Esso è stato poi così battezzato dal FIDS in onore di Lawrence R. Wager, esploratore artico e professore di geologia all'Università di Oxford.